# 諾沃西利
52°58′N 37°03′E / 52.967°N 37.050°E
諾沃西利（俄语：Новоси́ль）是俄羅斯奧廖爾州的一個城市，位於奧廖爾以東70公里的祖沙河畔。2002年人口4,017人。
諾沃西利於1155年首見於文獻，1777年設市。